# Chaetops frenatus
Chaetops frenatus е вид птица от семейство Chaetopidae.

## Разпространение
Видът е разпространен в Южна Африка.